# 獅子頭圳

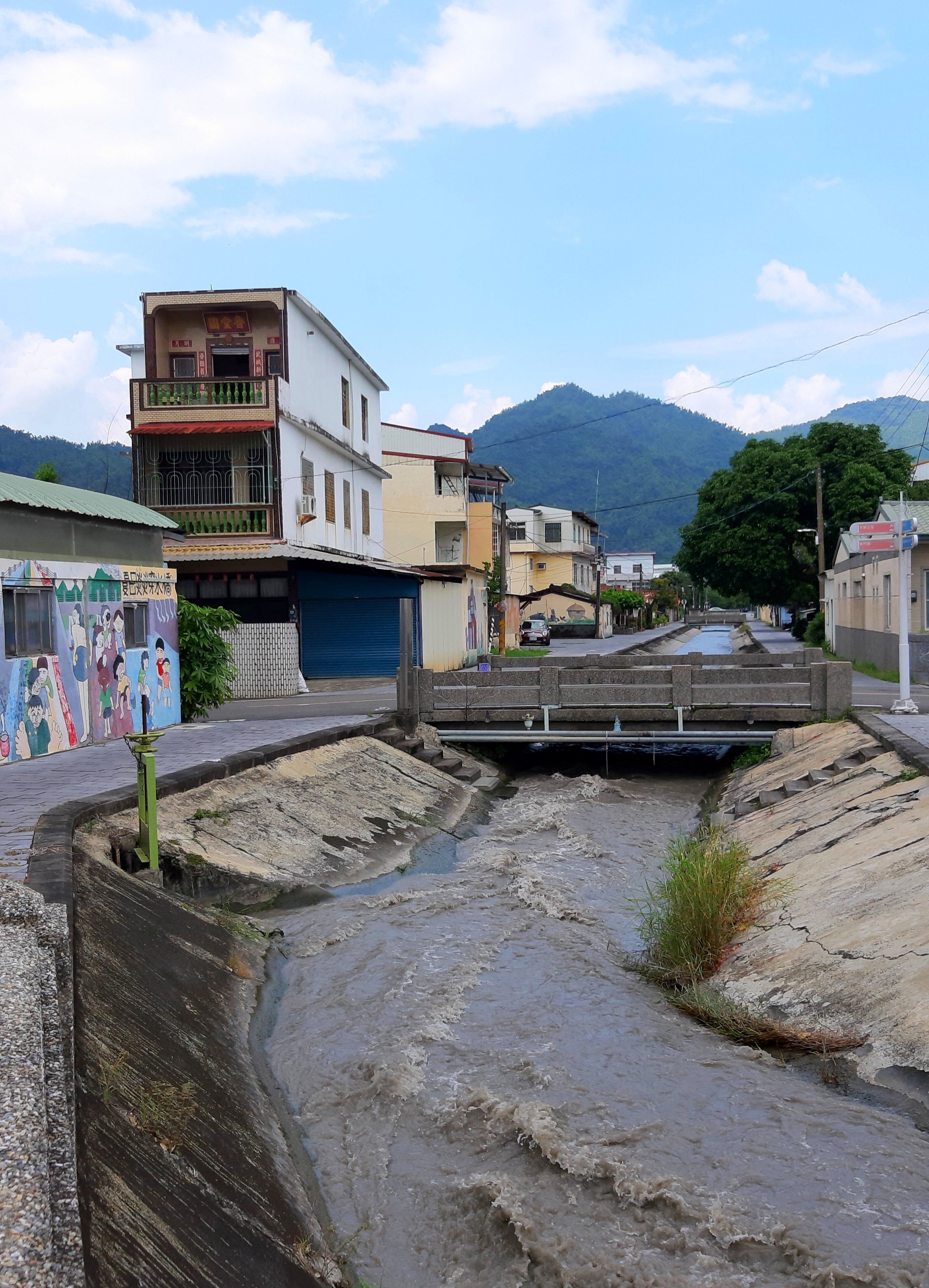
美濃水橋北邊的獅子頭圳（獅子頭圳第二幹線）

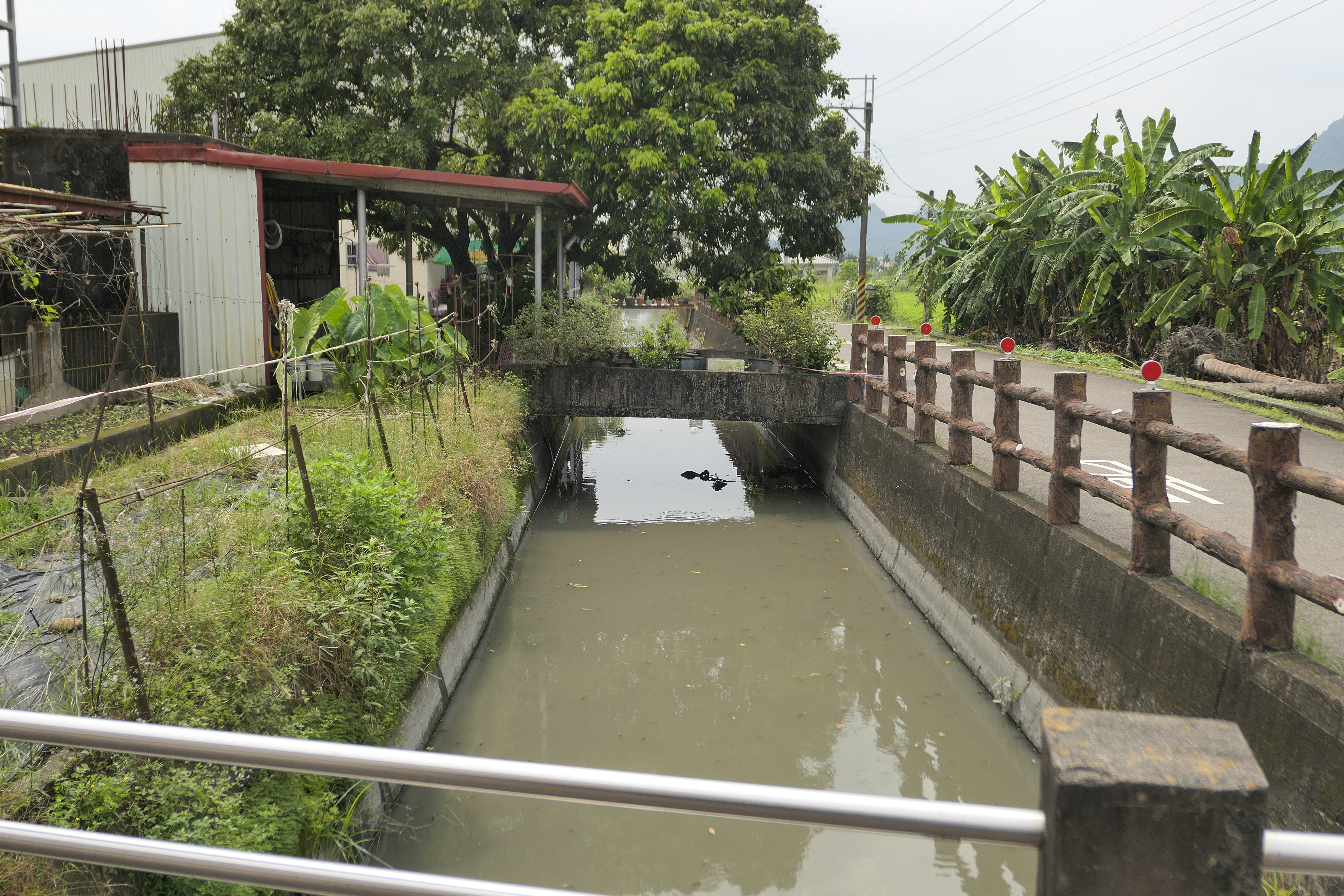
流經福安國小前的獅子頭圳

獅子頭圳又稱獅山大圳，是臺灣高雄市美濃區重要的灌溉水圳。是臺灣日治時期整併龍肚圳、中壇圳、柚子林圳、塗庫圳而來，整併之初灌溉面積有700多甲。高雄市古蹟美濃水橋也是這條水圳的一部份。
該水圳由行政院農業委員會農田水利署高雄管理處管理，被劃在旗山灌區內。

## 沿革
明治卅九年（1906年），美濃一帶的龍肚圳、中壇圳、柚子林圳、塗庫圳合併成獅子頭公共埤圳。後來由於明治四十一年（1908年）興建竹仔門電廠，打算將發電後餘水排入獅仔頭圳當成灌溉用水。獅子頭圳的相關工程於同年（1908年）由古賀組負責施工，開鑿幹線1條、支線7條、排水溝2條，此外在荖濃溪沿岸興建龜山堤防。明治四十四年（1911年）1月20日完工後，獅子頭圳的灌溉面積由700多甲擴大到4千多甲，灌溉地區有旗山的手巾寮、旗尾，美濃的瀰濃、金瓜寮、龍肚、吉洋、中壇等地。這年（1911年）的4月1日，臺灣總督府土木部依據《官設埤圳規則》，將獅子頭圳指定為官設埤圳。
大正十二年（1923年），因為《臺灣水利組合令》的頒布，管理組織改制為獅子頭水利組合，次年（1924年）合併了中圳埤公共埤圳。而後到了昭和十五年（1940年），獅子頭水利組合納入旗山水利組合。昭和十九年（1944年），獅子頭圳改歸高雄州水利組合管理。
二次大戰後，獅子頭圳曾由高雄農田水利會管理。民國67年（1978年）開闢竹頭角幹線。後來由於制度更改，2020年10月1日起改由行政院農業委員會農田水利署高雄管理處管理。